# Segunda División de México 1985-86
La Temporada 1985-86 de la Segunda División de México fue el XXXVII torneo de la historia de la segunda categoría del fútbol mexicano. El equipo de las Cobras de Querétaro se proclamó campeón tras derrotar al Club de Fútbol Pachuca por marcador global de 1-3.

## Cambios
- A partir de esta temporada se eliminó la separación regional de la división, por lo que los equipos volvieron a enfrentarse ante todos los participantes de la categoría.
- Irapuato ascendió a Primera División.
- Zacatepec descendió desde el máximo circuito.
- La Piedad ascendió desde Segunda B, mientras que Búfalos Curtidores lo hizo desde la Tercera División.
- Pumas ENEP había conseguido su ascenso, pero el equipo fue vendido, cambiando de nombre y sede a Chapulineros de Oaxaca.
- Nuevo Necaxa había descendido la temporada anterior, pero mantuvo su lugar en esta categoría cuando su directiva compró al Club Tulancingo, como compensación el equipo estableció su sede en esa ciudad.
- Texcoco cambió de nombre y sede a Atlacomulco.
- Luego del ascenso de Búfalos Curtidores hubo dos equipos pertenecientes al Club Unión de Curtidores, por lo que la directiva decidió vender la franquicia original, esta fue adquirida por el Gobierno de Quintana Roo, que trasladó al equipo a la capital de esa entidad y lo renombró como Chicleros de Chetumal.[4]

## Formato de competencia
Los veinte equipos se dividen en cuatro grupos de cinco clubes, todos participantes juegan entre ellos a visita recíproca en 38 jornadas. Los dos primeros lugares de cada agrupación se clasifican a la liguilla en donde los ocho clubes se reparten en dos grupos de cuatro conjuntos, siendo los líderes los que jugarán la final por el campeonato a visita recíproca.  El último lugar de la tabla general desciende directamente a Segunda 'B', mientras que los lugares 16.º, 17.º, 18.º y 19.º deberán jugar un grupo de permanencia, en el cual los últimos dos puestos completarán el descenso.

## Equipos participantes

### Equipos por Entidad Federativa
| Entidad Federativa | N.º | Equipos                        |
| ------------------ | --- | ------------------------------ |
| Colima             | 2   | Colima y Tecomán               |
| Estado de México   | 2   | Atlacomulco y San Mateo Atenco |
| Guanajuato         | 2   | Búfalos Curtidores y Salamanca |
| Hidalgo            | 2   | Nuevo Necaxa y Pachuca         |
| Querétaro          | 2   | Cobras y U.A. Querétaro        |
| Veracruz           | 2   | Córdoba y Poza Rica            |
| Coahuila           | 1   | Santos Laguna                  |
| Michoacán          | 1   | La Piedad                      |
| Morelos            | 1   | Zacatepec                      |
| Jalisco            | 1   | Club Jalisco                   |
| Nayarit            | 1   | Tepic                          |
| Oaxaca             | 1   | Oaxaca                         |
| Quintana Roo       | 1   | Chetumal                       |
| Tamaulipas         | 1   | U.A. Tamaulipas                |

### Información sobre los equipos participantes
| Equipo             | Ciudad                             | Estadio                            |
| ------------------ | ---------------------------------- | ---------------------------------- |
| Atlacomulco        | Atlacomulco, Estado de México      | Municipal de Atlacomulco           |
| Búfalos Curtidores | León, Guanajuato                   | La Martinica                       |
| Chetumal           | Chetumal, Quintana Roo             | José López Portillo                |
| Cobras Querétaro   | Santiago de Querétaro, Querétaro   | Corregidora                        |
| Colima             | Colima, Colima                     | Colima                             |
| Córdoba            | Córdoba, Veracruz                  | Rafael Murillo Vidal               |
| Jalisco            | Guadalajara, Jalisco               | Jalisco                            |
| La Piedad          | La Piedad, Michoacán               | Juan N. López                      |
| Nuevo Necaxa       | Tulancingo, Hidalgo                | Primero de Mayo                    |
| Oaxaca             | Oaxaca, Oaxaca                     | General Manuel Cabrera Carrasquedo |
| Pachuca            | Pachuca, Hidalgo                   | Revolución Mexicana                |
| Poza Rica          | Poza Rica, Veracruz                | Heriberto Jara Corona              |
| Salamanca          | Salamanca, Guanajuato              | El Molinito                        |
| San Mateo Atenco   | San Mateo Atenco, Estado de México | Municipal San Mateo Atenco         |
| Santos Laguna      | Torreón, Coahuila                  | Corona                             |
| Tecomán            | Tecomán, Colima                    | IAETAC                             |
| Tepic              | Tepic, Nayarit                     | Nicolás Álvarez Ortega             |
| U.A. Querétaro     | Santiago de Querétaro, Querétaro   | Corregidora                        |
| U.A. Tamaulipas    | Ciudad Victoria, Tamaulipas        | Marte R. Gómez                     |
| Zacatepec          | Zacatepec, Morelos                 | Agustín Coruco Díaz                |

## Grupos

### Grupo 1
| Pos. | Equipo             | Pts. | PJ | G  | E  | P  | GF | GC | Dif. | Clasificación               |
| ---- | ------------------ | ---- | -- | -- | -- | -- | -- | -- | ---- | --------------------------- |
| 1    | Pachuca            | 64   | 38 | 21 | 5  | 12 | 78 | 42 | +36  | Cuadrangular de la liguilla |
| 2    | La Piedad          | 61   | 38 | 20 | 8  | 10 | 60 | 38 | +22  | Cuadrangular de la liguilla |
| 3    | Atlacomulco        | 50   | 38 | 14 | 12 | 12 | 60 | 56 | +4   |                             |
| 4    | U. A. de Querétaro | 45   | 38 | 13 | 13 | 12 | 42 | 46 | −4   |                             |
| 5    | Chetumal           | 41   | 38 | 13 | 7  | 18 | 48 | 58 | −10  | Grupo de descenso           |

 Fuente: RSSSF

### Grupo 2
| Pos. | Equipo           | Pts. | PJ | G  | E  | P  | GF | GC | Dif. | Clasificación               |
| ---- | ---------------- | ---- | -- | -- | -- | -- | -- | -- | ---- | --------------------------- |
| 1    | Deportivo Tepic  | 53   | 38 | 15 | 14 | 9  | 55 | 49 | +6   | Cuadrangular de la liguilla |
| 2    | Correcaminos UAT | 49   | 38 | 16 | 9  | 13 | 52 | 51 | +1   | Cuadrangular de la liguilla |
| 3    | Oaxaca           | 45   | 38 | 13 | 10 | 15 | 48 | 50 | −2   |                             |
| 4    | Colima           | 44   | 38 | 11 | 15 | 12 | 49 | 55 | −6   |                             |
| 5    | Córdoba (D)      | 35   | 38 | 10 | 12 | 16 | 39 | 66 | −27  | Grupo de descenso           |

 Fuente: RSSSF

### Grupo 3
| Pos. | Equipo                  | Pts. | PJ | G  | E  | P  | GF | GC | Dif. | Clasificación               |
| ---- | ----------------------- | ---- | -- | -- | -- | -- | -- | -- | ---- | --------------------------- |
| 1    | Tecomán                 | 62   | 38 | 18 | 9  | 11 | 85 | 59 | +26  | Cuadrangular de la liguilla |
| 2    | Cobras de Querétaro (C) | 62   | 38 | 18 | 11 | 9  | 72 | 46 | +26  | Cuadrangular de la liguilla |
| 3    | Salamanca               | 46   | 38 | 13 | 10 | 15 | 42 | 40 | +2   |                             |
| 4    | Nuevo Necaxa            | 43   | 38 | 14 | 6  | 18 | 45 | 54 | −9   |                             |
| 5    | San Mateo Atenco (D)    | 34   | 38 | 9  | 10 | 19 | 38 | 62 | −24  | Grupo de descenso           |

 Fuente: RSSSF

### Grupo 4
| Pos. | Equipo             | Pts. | PJ | G  | E  | P  | GF | GC | Dif. | Clasificación               |
| ---- | ------------------ | ---- | -- | -- | -- | -- | -- | -- | ---- | --------------------------- |
| 1    | Zacatepec          | 57   | 38 | 16 | 11 | 11 | 58 | 44 | +14  | Cuadrangular de la liguilla |
| 2    | Jalisco            | 53   | 38 | 16 | 10 | 12 | 42 | 41 | +1   | Cuadrangular de la liguilla |
| 3    | Santos Laguna      | 48   | 38 | 14 | 11 | 13 | 45 | 38 | +7   |                             |
| 4    | Búfalos Curtidores | 35   | 38 | 8  | 13 | 17 | 49 | 64 | −15  | Grupo de descenso           |
| 5    | Poza Rica (D)      | 21   | 38 | 5  | 10 | 23 | 28 | 76 | −48  | Descenso de categoría       |

 Fuente: RSSSF

## Tabla general
| Pos. | Equipo                  | Pts. | PJ | G  | E  | P  | GF | GC | Dif. | Clasificación               |
| ---- | ----------------------- | ---- | -- | -- | -- | -- | -- | -- | ---- | --------------------------- |
| 1    | Pachuca                 | 64   | 38 | 21 | 5  | 12 | 78 | 42 | +36  | Cuadrangular de la liguilla |
| 2    | Tecomán                 | 62   | 38 | 18 | 9  | 11 | 85 | 59 | +26  | Cuadrangular de la liguilla |
| 3    | Cobras de Querétaro (C) | 62   | 38 | 18 | 11 | 9  | 72 | 46 | +26  | Cuadrangular de la liguilla |
| 4    | La Piedad               | 61   | 38 | 20 | 8  | 10 | 60 | 38 | +22  | Cuadrangular de la liguilla |
| 5    | Zacatepec               | 57   | 38 | 16 | 11 | 11 | 58 | 44 | +14  | Cuadrangular de la liguilla |
| 6    | Jalisco                 | 53   | 38 | 16 | 10 | 12 | 42 | 41 | +1   | Cuadrangular de la liguilla |
| 7    | Deportivo Tepic         | 53   | 38 | 15 | 14 | 9  | 55 | 49 | +6   | Cuadrangular de la liguilla |
| 8    | Atlacomulco             | 50   | 38 | 14 | 12 | 12 | 60 | 56 | +4   |                             |
| 9    | Correcaminos UAT        | 49   | 38 | 16 | 9  | 13 | 52 | 51 | +1   | Cuadrangular de la liguilla |
| 10   | Santos Laguna           | 48   | 38 | 14 | 11 | 13 | 45 | 38 | +7   |                             |
| 11   | Salamanca               | 46   | 38 | 13 | 10 | 15 | 42 | 40 | +2   |                             |
| 12   | Oaxaca                  | 45   | 38 | 13 | 10 | 15 | 48 | 50 | −2   |                             |
| 13   | U. A. de Querétaro      | 45   | 38 | 13 | 13 | 12 | 42 | 46 | −4   |                             |
| 14   | Colima                  | 44   | 38 | 11 | 15 | 12 | 49 | 55 | −6   |                             |
| 15   | Nuevo Necaxa            | 43   | 38 | 14 | 6  | 18 | 45 | 54 | −9   |                             |
| 16   | Chetumal                | 41   | 38 | 13 | 7  | 18 | 48 | 58 | −10  | Grupo de descenso           |
| 17   | Búfalos Curtidores      | 35   | 38 | 8  | 13 | 17 | 49 | 64 | −15  | Grupo de descenso           |
| 18   | Córdoba (D)             | 35   | 38 | 10 | 12 | 16 | 39 | 66 | −27  | Grupo de descenso           |
| 19   | San Mateo Atenco (D)    | 34   | 38 | 9  | 10 | 19 | 38 | 62 | −24  | Grupo de descenso           |
| 20   | Poza Rica (D)           | 21   | 38 | 5  | 10 | 23 | 28 | 76 | −48  | Descenso de categoría       |

 Fuente: RSSSF

## Resultados
| Local \ Visitante  | ATL | BFC | CHE | COB | COL | COR | JAL | LPD | NEC | OAX | PAC | PZR | SAL | SMA | SAN | TEC | TEP | UAQ | UAT | ZAC |
| ------------------ | --- | --- | --- | --- | --- | --- | --- | --- | --- | --- | --- | --- | --- | --- | --- | --- | --- | --- | --- | --- |
| Atlacomulco        | —   | 1–0 | 4–1 | 4–1 | 1–1 | 3–1 | 4–0 | 3–1 | 3–1 | 1–0 | 1–1 | 4–0 | 2–0 | 0–0 | 3–2 | 2–3 | 3–2 | 0–0 | 5–1 | 1–1 |
| Búfalos Curtidores | 6–0 | —   | 3–0 | 1–1 | 5–1 | 2–2 | 4–2 | 1–1 | 1–0 | 2–0 | 1–1 | 2–2 | 2–1 | 3–0 | 0–2 | 0–4 | 1–1 | 0–0 | 2–2 | 1–1 |
| Chetumal           | 1–1 | 3–0 | —   | 0–1 | 4–1 | 1–0 | 3–0 | 1–1 | 1–4 | 2–1 | 1–1 | 2–2 | 4–2 | 2–0 | 3–0 | 1–0 | 1–2 | 2–1 | 2–1 | 1–1 |
| Cobras             | 6–2 | 3–0 | 4–1 | —   | 3–1 | 4–1 | 4–1 | 1–2 | 3–1 | 2–0 | 2–1 | 3–1 | 0–2 | 8–1 | 2–0 | 1–1 | 2–3 | 0–0 | 1–0 | 3–2 |
| Colima             | 2–2 | 2–1 | 3–1 | 0–2 | —   | 1–1 | 1–1 | 1–1 | 2–0 | 4–1 | 1–0 | 5–1 | 1–0 | 3–2 | 0–0 | 1–1 | 1–1 | 3–0 | 1–1 | 2–2 |
| Córdoba            | 2–1 | 3–2 | 0–0 | 2–2 | 1–0 | —   | 0–1 | 2–1 | 0–0 | 3–5 | 3–2 | 2–0 | 1–1 | 2–1 | 1–1 | 2–1 | 0–4 | 0–1 | 1–1 | 1–2 |
| Jalisco            | 3–0 | 1–1 | 1–0 | 0–0 | 3–0 | 2–0 | —   | 2–1 | 1–0 | 0–0 | 0–1 | 4–1 | 0–0 | 0–2 | 2–0 | 1–0 | 1–1 | 3–0 | 2–0 | 1–0 |
| La Piedad          | 1–0 | 1–0 | 1–0 | 2–0 | 3–1 | 0–0 | 0–1 | —   | 4–0 | 2–1 | 0–2 | 2–0 | 2–0 | 1–0 | 1–0 | 6–2 | 4–1 | 3–2 | 1–1 | 3–0 |
| Nuevo Necaxa       | 2–1 | 1–1 | 3–1 | 1–1 | 0–0 | 0–1 | 2–0 | 1–0 | —   | 1–0 | 2–1 | 3–1 | 2–0 | 5–2 | 1–2 | 3–0 | 1–0 | 1–1 | 2–3 | 1–1 |
| Oaxaca             | 2–0 | 5–1 | 0–1 | 1–1 | 2–1 | 1–0 | 3–1 | 1–1 | 2–0 | —   | 0–2 | 4–1 | 0–0 | 2–2 | 1–1 | 3–1 | 1–1 | 3–1 | 1–0 | 1–0 |
| Pachuca            | 2–1 | 1–0 | 5–2 | 2–2 | 3–0 | 7–1 | 3–1 | 1–2 | 3–0 | 4–0 | —   | 7–2 | 1–0 | 2–0 | 3–1 | 1–2 | 6–0 | 4–2 | 3–0 | 1–0 |
| Poza Rica          | 1–1 | 0–0 | 1–1 | 1–1 | 2–2 | 1–0 | 0–1 | 0–0 | 0–2 | 0–2 | 1–2 | —   | 0–2 | 1–0 | 1–2 | 0–3 | 1–0 | 1–1 | 2–1 | 1–3 |
| Salamanca          | 1–1 | 2–0 | 2–0 | 0–1 | 1–1 | 2–0 | 3–1 | 2–1 | 1–2 | 2–0 | 1–0 | 1–0 | —   | 2–0 | 0–0 | 2–2 | 2–2 | 1–2 | 2–2 | 0–1 |
| San Mateo Atenco   | 0–1 | 3–2 | 1–0 | 0–0 | 0–0 | 1–1 | 1–1 | 0–1 | 2–0 | 1–1 | 5–2 | 2–0 | 3–1 | —   | 0–0 | 1–3 | 2–3 | 3–0 | 1–1 | 2–1 |
| Santos Laguna      | 2–1 | 1–0 | 0–1 | 2–0 | 1–0 | 6–1 | 0–0 | 2–0 | 4–0 | 2–0 | 2–1 | 0–0 | 0–0 | 0–0 | —   | 1–1 | 1–0 | 3–0 | 0–1 | 1–2 |
| Tecomán            | 5–0 | 5–0 | 2–0 | 1–2 | 0–2 | 5–1 | 1–2 | 4–3 | 4–2 | 2–0 | 3–1 | 3–1 | 1–4 | 3–0 | 6–4 | —   | 2–2 | 1–1 | 1–1 | 4–2 |
| Tepic              | 2–1 | 1–1 | 3–1 | 2–2 | 2–0 | 1–1 | 0–0 | 1–0 | 1–0 | 1–1 | 0–0 | 2–0 | 1–0 | 3–0 | 3–2 | 1–1 | —   | 1–1 | 3–0 | 1–0 |
| U.A. Querétaro     | 0–0 | 1–0 | 1–0 | 3–2 | 2–2 | 0–0 | 2–0 | 3–4 | 2–1 | 2–0 | 0–1 | 0–1 | 2–1 | 2–0 | 0–0 | 1–1 | 2–1 | —   | 3–0 | 2–1 |
| Correcaminos UAT   | 0–0 | 5–2 | 3–2 | 1–0 | 0–1 | 0–1 | 2–1 | 1–3 | 2–0 | 3–2 | 1–0 | 4–1 | 2–0 | 1–0 | 1–0 | 3–1 | 4–1 | 2–1 | —   | 0–0 |
| Zacatepec          | 2–2 | 4–1 | 2–1 | 3–1 | 4–1 | 3–1 | 1–1 | 0–0 | 2–0 | 1–1 | 2–0 | 2–0 | 0–1 | 4–0 | 2–0 | 1–5 | 3–1 | 0–0 | 2–1 | —   |

## Liguilla

### Grupo de Campeonato A
| Pos. | Equipo           | Pts. | PJ | G | E | P | GF | GC | Dif. | Clasificación     |
| ---- | ---------------- | ---- | -- | - | - | - | -- | -- | ---- | ----------------- |
| 1    | Pachuca          | 11   | 6  | 4 | 1 | 1 | 10 | 7  | +3   | Acceso a la final |
| 2    | Tecomán          | 9    | 6  | 2 | 3 | 1 | 12 | 10 | +2   |                   |
| 3    | Correcaminos UAT | 6    | 6  | 2 | 1 | 3 | 6  | 8  | −2   |                   |
| 4    | Jalisco          | 3    | 6  | 1 | 1 | 4 | 10 | 13 | −3   |                   |

 Fuente: RSSSF

### Resultados
| Local \ Visitante | JAL | PAC | TEC | UAT |
| ----------------- | --- | --- | --- | --- |
| Jalisco           | —   | 0–1 | 3–4 | 2–1 |
| Pachuca           | 3–2 | —   | 2–1 | 3–0 |
| Tecomán           | 3–3 | 1–1 | —   | 3–1 |
| Correcaminos UAT  | 1–0 | 3–0 | 0–0 | —   |

### Grupo de Campeonato B
| Pos. | Equipo              | Pts. | PJ | G | E | P | GF | GC | Dif. | Clasificación     |
| ---- | ------------------- | ---- | -- | - | - | - | -- | -- | ---- | ----------------- |
| 1    | Cobras de Querétaro | 11   | 6  | 3 | 2 | 1 | 9  | 5  | +4   | Acceso a la final |
| 2    | La Piedad           | 7    | 6  | 2 | 2 | 2 | 6  | 5  | +1   |                   |
| 3    | Deportivo Tepic     | 7    | 6  | 2 | 2 | 2 | 7  | 8  | −1   |                   |
| 4    | Zacatepec           | 4    | 6  | 2 | 0 | 4 | 4  | 8  | −4   |                   |

 Fuente: RSSSF

#### Resultados
| Local \ Visitante | COB | LPD | TEP | ZAC |
| ----------------- | --- | --- | --- | --- |
| Cobras            | —   | 1–1 | 4–1 | 2–0 |
| La Piedad         | 2–0 | —   | 1–1 | 1–0 |
| Tepic             | 1–1 | 1–0 | —   | 3–1 |
| Zacatepec         | 0–1 | 2–1 | 1–0 | —   |

### Final
La serie final del torneo enfrentó a las Cobras de Querétaro contra el Pachuca.
| 11 de mayo de 1986 | Cobras | 2-0 | Pachuca | Estadio Corregidora, Santiago de Querétaro |  |

| 18 de mayo de 1985                                                               | Pachuca | 1-1 | Cobras | Estadio Revolución Mexicana, Pachuca |  |
| Cobras campeón de la Temporada 1985-86 y asciende a Primera División. Global 1-3 |         |     |        |                                      |  |

|                             |
| Cobras Campeón 1.er título. |

### Grupo de descenso
| Pos. | Equipo               | Pts. | PJ | G | E | P | GF | GC | Dif. | Clasificación         |
| ---- | -------------------- | ---- | -- | - | - | - | -- | -- | ---- | --------------------- |
| 1    | Búfalos Curtidores   | 13   | 6  | 5 | 0 | 1 | 9  | 3  | +6   |                       |
| 2    | Chetumal             | 6    | 6  | 1 | 3 | 2 | 8  | 9  | −1   |                       |
| 3    | Córdoba (D)          | 6    | 6  | 1 | 3 | 2 | 6  | 8  | −2   | Descenso de categoría |
| 4    | San Mateo Atenco (D) | 5    | 6  | 1 | 2 | 3 | 5  | 8  | −3   | Descenso de categoría |

 Fuente: RSSSF
Córdoba y San Mateo Atenco descienden a Segunda División 'B'.
| Local \ Visitante  | BFC | CHE | COR | SMA |
| ------------------ | --- | --- | --- | --- |
| Búfalos Curtidores | —   | 3–0 | 1–0 | 1–0 |
| Chetumal           | 3–0 | —   | 1–1 | 0–1 |
| Córdoba            | 0–2 | 2–2 | —   | 1–1 |
| San Mateo Atenco   | 0–2 | 2–2 | 1–2 | —   |